# エドワーズ郡 (テキサス州)
エドワーズ郡 (英: Edwards County) は、アメリカ合衆国テキサス州にある郡。2005年の推定人口は1,987人で、郡庁所在地はロックスプリングス (Rocksprings)である。
郡名は、当時は小さな町であったナカドゥチェスで開拓に励んだヘイデン・ハリソン・エドワーズに因んで名づけられた。

## 地理
アメリカ合衆国統計局
によると、この郡は総面積5,491 km2 (2,120 mi2) で、実質的には全域が陸地となっている。

### 主な幹線道路
- 国道277号線
- 国道377号線
- 州道41号線
- 州道55号線

### 隣接する郡
- キンブル郡（北北東）
- カー郡（北東）
- リアル郡（東）
- ウバルデ郡（南東）
- キニー郡（南）
- バルベルデ郡（西）
- サットン郡（北北西）

## 人口動静

エドワーズ郡の人口ピラミッド

2000年国勢調査で、この郡は2,162人、801世帯、及び586家族が暮らしている。人口密度は1/km2 (1/mi2) で、0/km2 (1/mi2) の平均的な密度に1,217軒の住居が建っている。この郡の人種的構成は白人83.26%、アフリカン・アメリカン0.79%、先住民0.79%、アジア系0.14%、その他の人種12.72%、及び混血2.31%で、人口の45.05%がヒスパニックまたはラテン系である。
801世帯のうち、31.70%は18歳未満の子供と暮らしており、60.80%は夫婦で生活している。8.90%は未婚の女性が世帯主であり、26.80%は家族以外の住人と同居している。24.70%は独身の居住者が住んでおり、13.50%は65歳以上で独居である。1世帯あたりの平均人数は2.66人であり、家庭の場合は3.20人である。
郡内の住民は28.50%が18歳未満の未成年、18歳以上24歳以下が6.50%、25歳以上44歳以下が23.20%、45歳以上64歳以下が25.70%、及び65歳以上が16.20%にわたっている。中央値年齢は39歳である。女性100人ごとに対して男性は102.60人いて、18歳以上の女性100人ごとに対して男性は98.20人いる。
この郡の世帯ごとの平均的な収入は25,298米ドルであり、家族ごとでは27,083米ドルである。男性の21,912米ドルに対して女性は14,907米ドルの平均的な収入がある。この郡の一人当たりの収入 (per capita income) は12,691米ドルである。人口の31.60%及び家族の24.60%は貧困線以下である。18歳未満の47.40%及び65歳以上の17.70%は貧困線以下の生活を送っている。

## 都市及び町
都市
- ロックスプリングス（郡庁所在地）
- バークスデール（en:Barksdale, Texas 自治体として未認可）
- カルタ・ヴァレー（en:Carta Valley, Texas 自治体として未認可）